# Ткаченко, Михаил Степанович

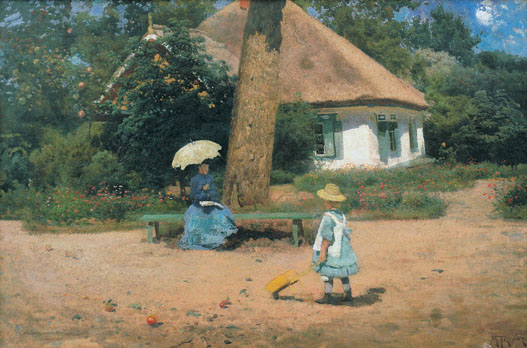
М. С. Ткаченко Семья на отдыхе

Михаил Степанович Ткаченко (укр. Михайло Степанович Ткаченко, 1860—1916) — украинский живописец и график, мастер пейзажной живописи и маринист.

## Жизнь и творчество
М. С. Ткаченко получил начальное художественное образование под руководством живописца Д. И. Безперчого. Затем, в 1879 году молодой художник поступает в Императорскую Академию художеств вольнослушателем (с 1879) и учеником (1882—1887). В Академии художеств был учеником у таких мастеров, как П. Чистяков, барон М. Клодт 1-й, В. Орловский. Во время обучения награждался медалями: малая серебряная (1881), большая серебряная (1883), малая серебряная (1884), большая серебряная (1885), малая золотая (1886) за «Пейзаж», большая золотая медаль (1887) за программу «Сельское кладбище» и звание классного художника 1-й степени. Был пенсионером Академии художеств (с 1888).
Затем Ткаченко продолжает учёбу во Франции, в художественной академии Ф. Кормона. Окончил Академию со званием художника 1-й степени. Поселившись в Париже, живописец тем не менее каждый год приезжает в Российскую империю, где много рисует.
Полотна М. С. Ткаченко были представлены на парижской Всемирной выставке в 1900 году (награждён 2-й золотой медалью) и на презентациях Парижского салона в сезон 1911—1912 годов.
Михаил Ткаченко по мнению специалистов был одним из главных маринистов Российской империи. Выполняя императорские заказы, мастер писал крупные марины для важных правительственных подарков. Большинство из них сосредоточены в государственных собраниях Франции, некоторые — хранятся в Центральном военно-морском музее в Санкт-Петербурге.
Лауреат (золотая медаль) на Международной выставке в Льеже в 1905 году. Кавалер ордена Почётного легиона (1895) и ордена Святого Станислава 3-й степени (1909).
Работы художника хранятся в Национальном художественном музее Украины, музейных собраниях Харькова, Львова и других городов.

## Избранные работы
- Парусник. Средиземное море (1893)
- Весна (1907)
- Бой брига "Меркурий" с турецкими кораблями 14 мая 1829 года (1907)
- Лунная ночь. Крым.
- На рейде. Кронштадт.
- Французская эскадра
- Первый снег
- Кипарисы. Осень
- Хата в Лубнах
- Дорога в поле
- Бабье лето
- Уголок террасы
- Виноград на красной стене
- Зимний день
- Уголок террасы

## Галерея

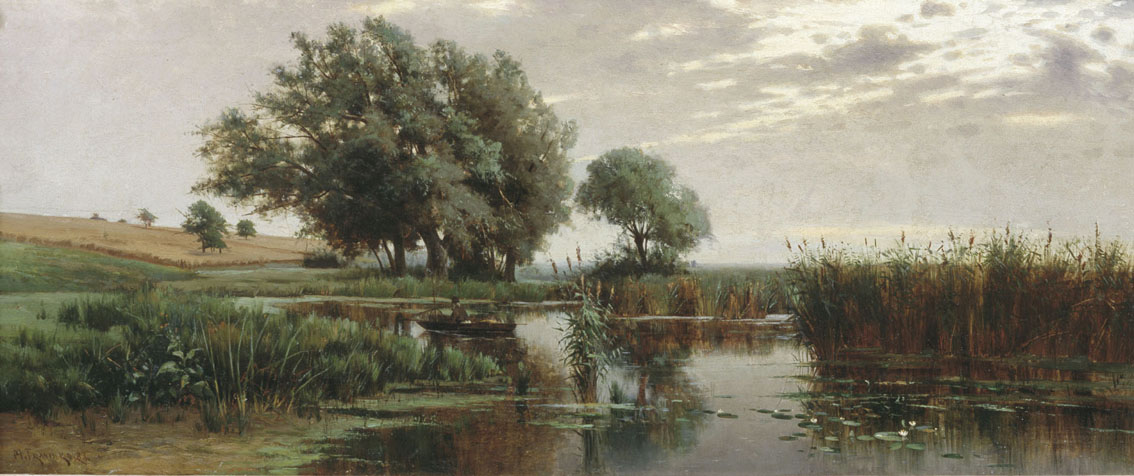
Пейзаж (1883)
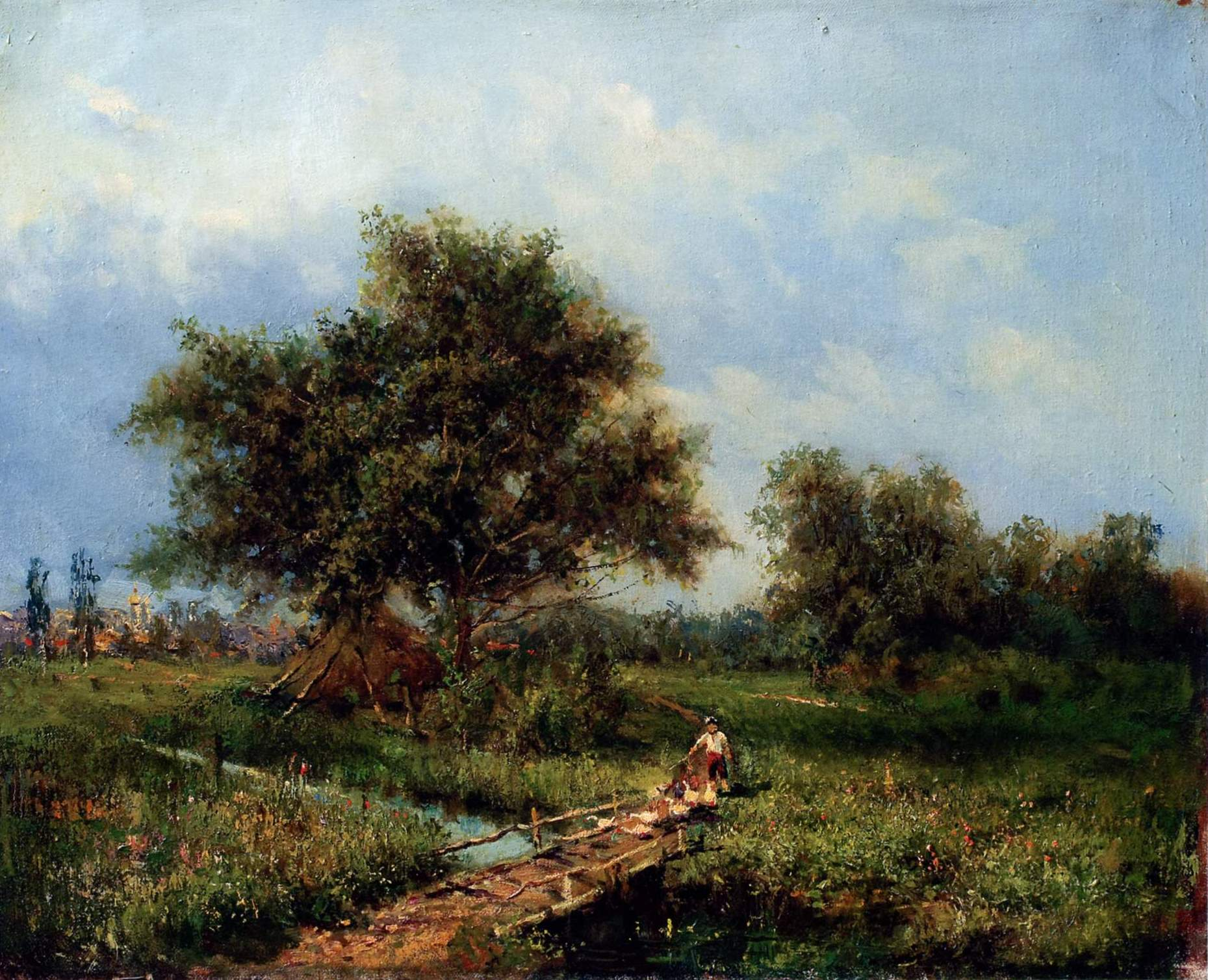
Пейзаж с мостиком
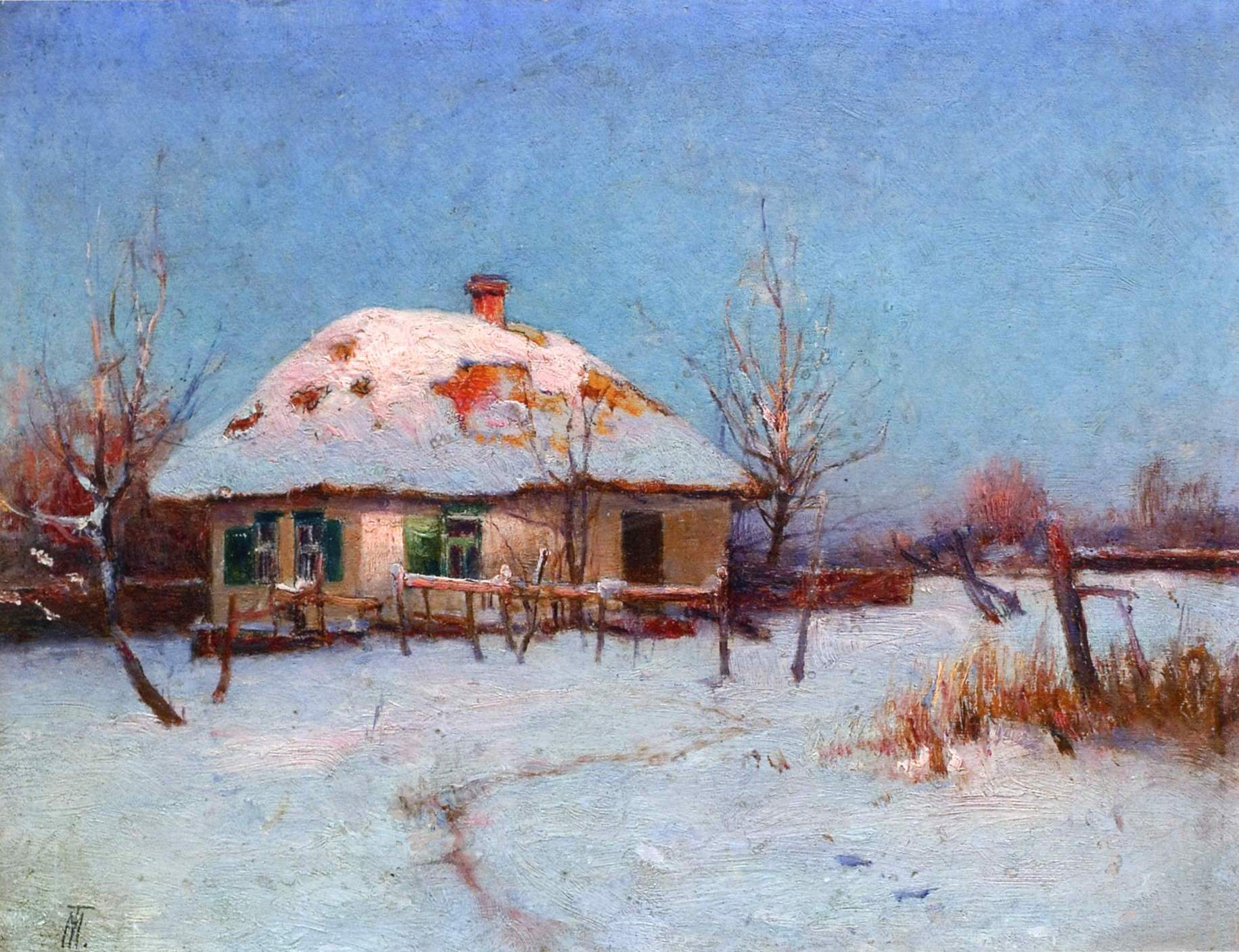
Зимний день
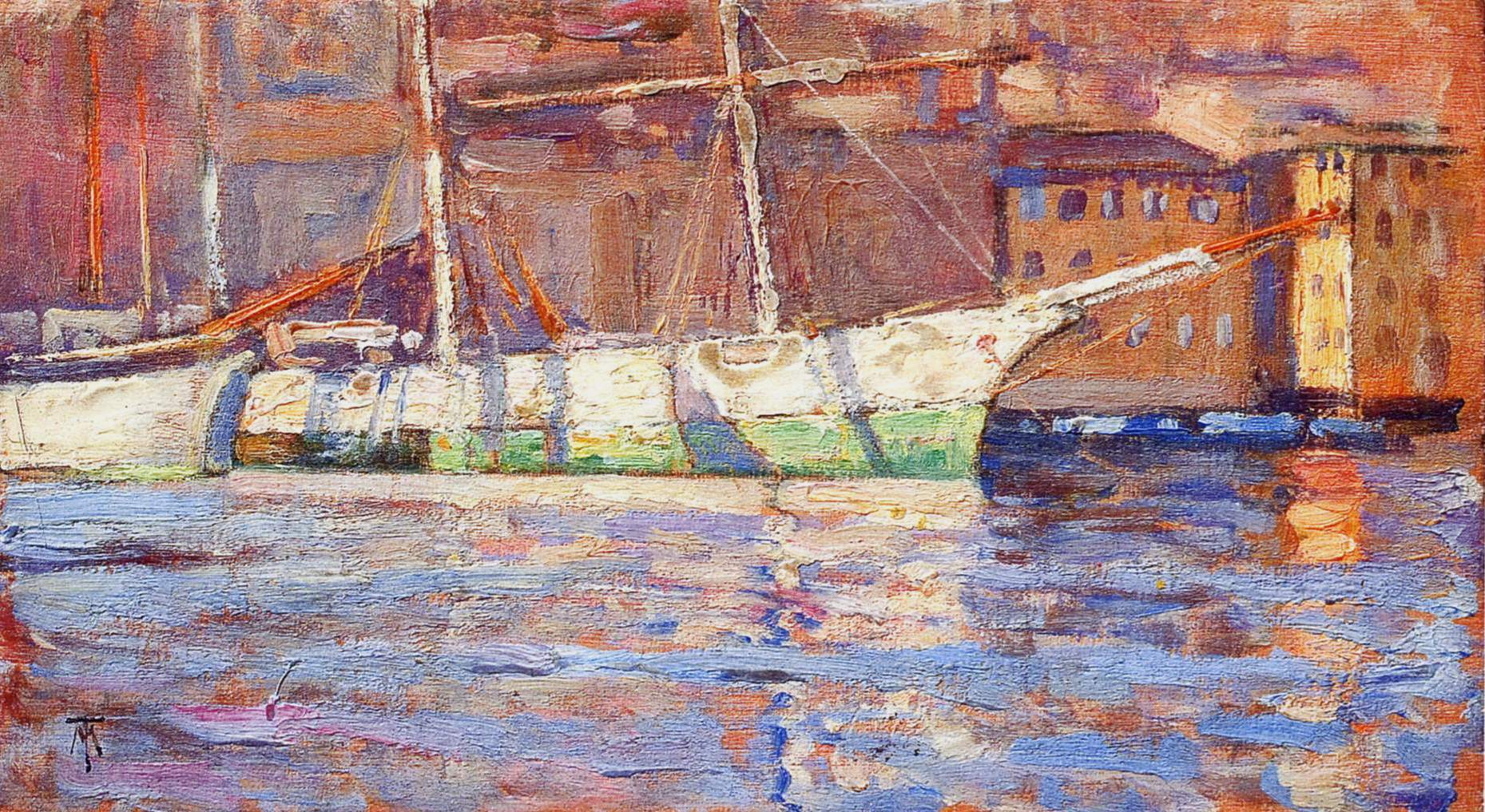
Яхты в порту
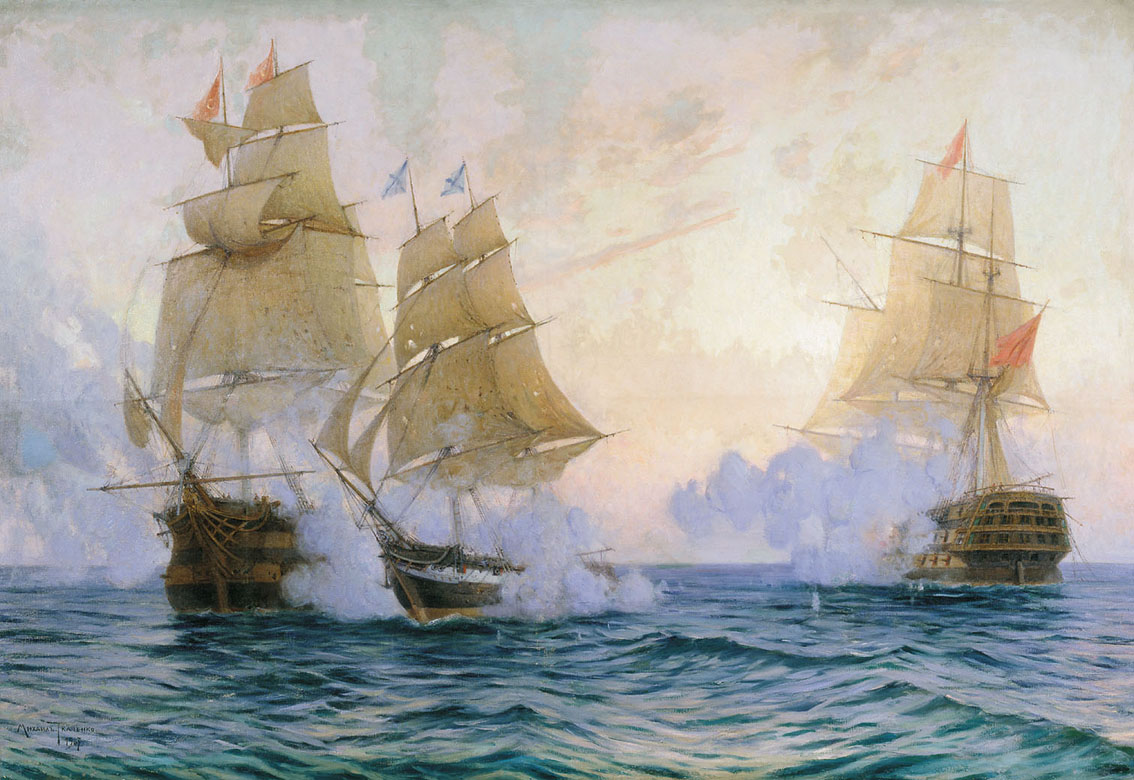
Бой брига "Меркурий" с турецкими кораблями 14 мая 1829 года (1907)